# (4420) Alandreev
(4420) Alandreev (1936 PB) – planetoida z pasa głównego asteroid okrążająca Słońce w ciągu 4,38 lat w średniej odległości 2,68 j.a. Odkryta 15 sierpnia 1936 roku.